# L'important, c'est les Roosevelt
L'important, c'est les Roosevelt (France) ou L'étoffe des Théo (Québec) (Bart Stops to Smell the Roosevelts)  est le deuxième épisode de la saison 23 de la série télévisée Les Simpson et le 488e épisode de la série globale. Cet épisode a été diffusé en première sur la chaine américaine Fox le 2 octobre 2011.

## Synopsis
L’école élémentaire de Springfield organise une vente aux enchères pour collecter des fonds auprès de tous les parents d'élèves. Mais lors de la vente, Bart se fait passer pour une mystérieuse anglaise qui relance les enchères au téléphone et achète tous les objets. Skinner est une fois de plus accusé de n'avoir pas su contrôler Bart Simpson, mais il se rebiffe et met Chalmers au défi de s’occuper lui-même de Bart. Chalmers accepte, mais est angoissé : il a arrêté d'enseigner après une expérience traumatisante.
Chalmers surmonte sa peur et rejoint Bart à la bibliothèque; il veut commencer par lui apprendre l’histoire de l’Amérique. Le jeune garçon est alors intrigué par la vie héroïque et rebelle du président Theodore Roosevelt. Il veut en savoir davantage et invite d’autres élèves à venir se joindre aux leçons dispensées par Chalmers. Mais, lors d’une excursion en forêt, Nelson se blesse accidentellement et la direction de l’école renvoie Chalmers…

## Références culturelles

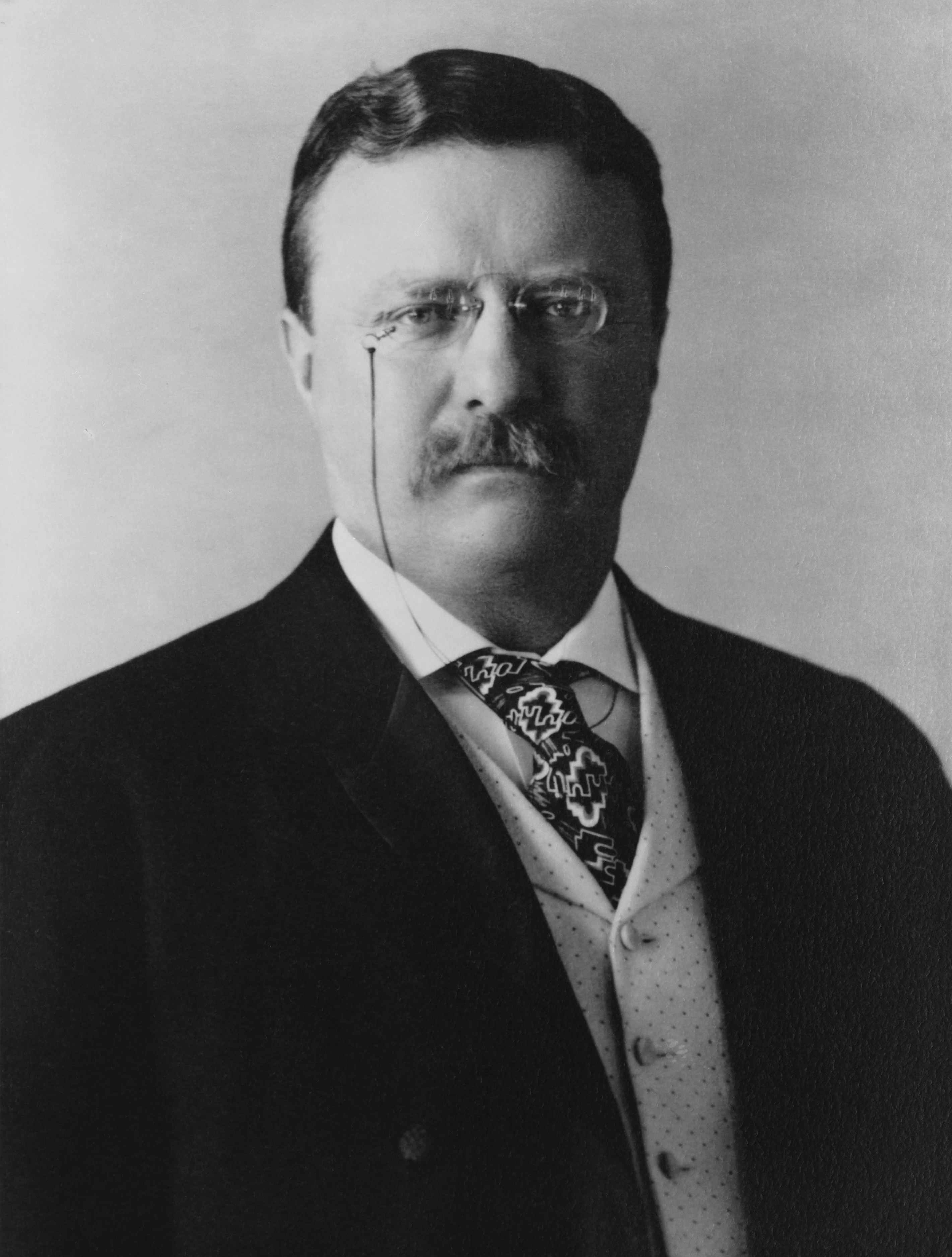
Image virile et rassurante au début du XXe siècle : Theodore Roosevelt, homme d'action, des États-Unis (1901-1909), et son fameux pince-nezque Nelson retrouve dans un ravin de la forêt de Springfield